# Portada occidental de la basílica de la Asunción de Nuestra Señora (Lequeitio)

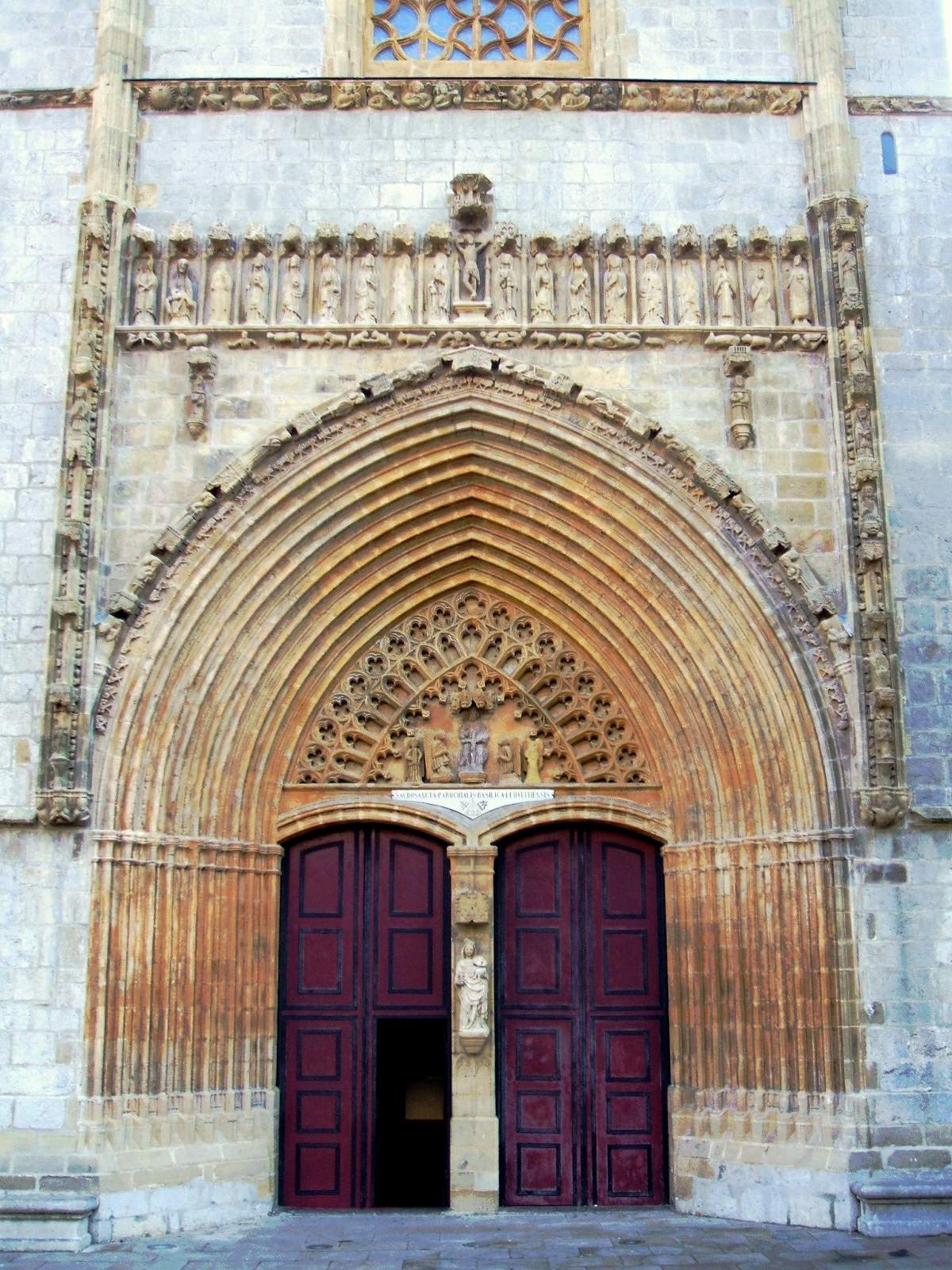
Portada occidental (principal) de la Basílica de la Asunción de Nuestra Señora de Lequeitio.

La portada occidental y principal de la Basílica de la Asunción de Nuestra Señora de Lequeitio (Vizcaya, País Vasco, España), construida en el siglo XV, destaca por su sentido gótico de la armonía y el equilibrio. Está considerada la más importante de Vizcaya en su estilo.

## Descripción
La calle central de la fachada consta de dos arcos apuntados, uno encima del otro, quedando los dos registros separados por un friso y enmarcados por pilares unidos entre sí formando una chambrana. El arco de entrada, abocinado, es recorrido por arquivoltas apoyadas en columnillas de capitel cilíndrico. El acceso aparece geminado por parteluz en dos arcos escarzanos. En dicho parteluz figura una talla de la Virgen con el Niño, obra de Francisco de Crisal, hijo de Juan García Crisal. En el tímpano, una imagen del Trono de Gracia (una de las seis tallas de alabastro inglés en la villa), con Dios padre coronado, sosteniendo con la mano izquierda a Jesucristo crucificado, y bendiciendo con la derecha. Este grupo está rodeado por cuatro Ángeles, los dos cercanos turiferarios y los de los extremos, músicos. La arquivolta exterior dispone de doce figuras bajo doseletes; son músicos con vestimentas e instrumentos de época: bonetes, jubones y calzas junto la ocarina, la cornamuza o el salterio.
El friso-chambrana que separa los dos arcos contiene 19 figurillas también bajo doseletes. La figura central es Cristo Crucificado, flanqueado por seis figuras a cada lado que son los apóstoles, más tres figuras en cada extremo, el Bautismo a la derecha y a la izquierda la Piedad. La imposta que enmarca la arista inferior del friso contiene un bestiario moralizante. Bajo el friso y la imposta, encajados en el muro, dos imágenes sobre peana y bajo dosel que representan a monjes.
Las pilastras, verticalmente, acogen figuras de ángeles y santos. Bajo la vidriera principal que cubre el arco apuntado superior corre una imposta a modo de faja decorativa adornada, de izquierda a derecha, por una estrella, la luna, el sol y 19 ángeles. Rematan la portada una crestería y dos pináculos.
Puede decirse que esta portada representa una catequesis de la redención, en dos niveles: primero, el cielo y la tierra unidos por el eje de la cruz, estando la iglesia sometida al orden moral y todo englobado en un cosmos regido por Dios. Se trata de una exposición sencilla y didáctica de la salvación, unida probablemente a la forma medieval de concebir el mundo.

## Galería

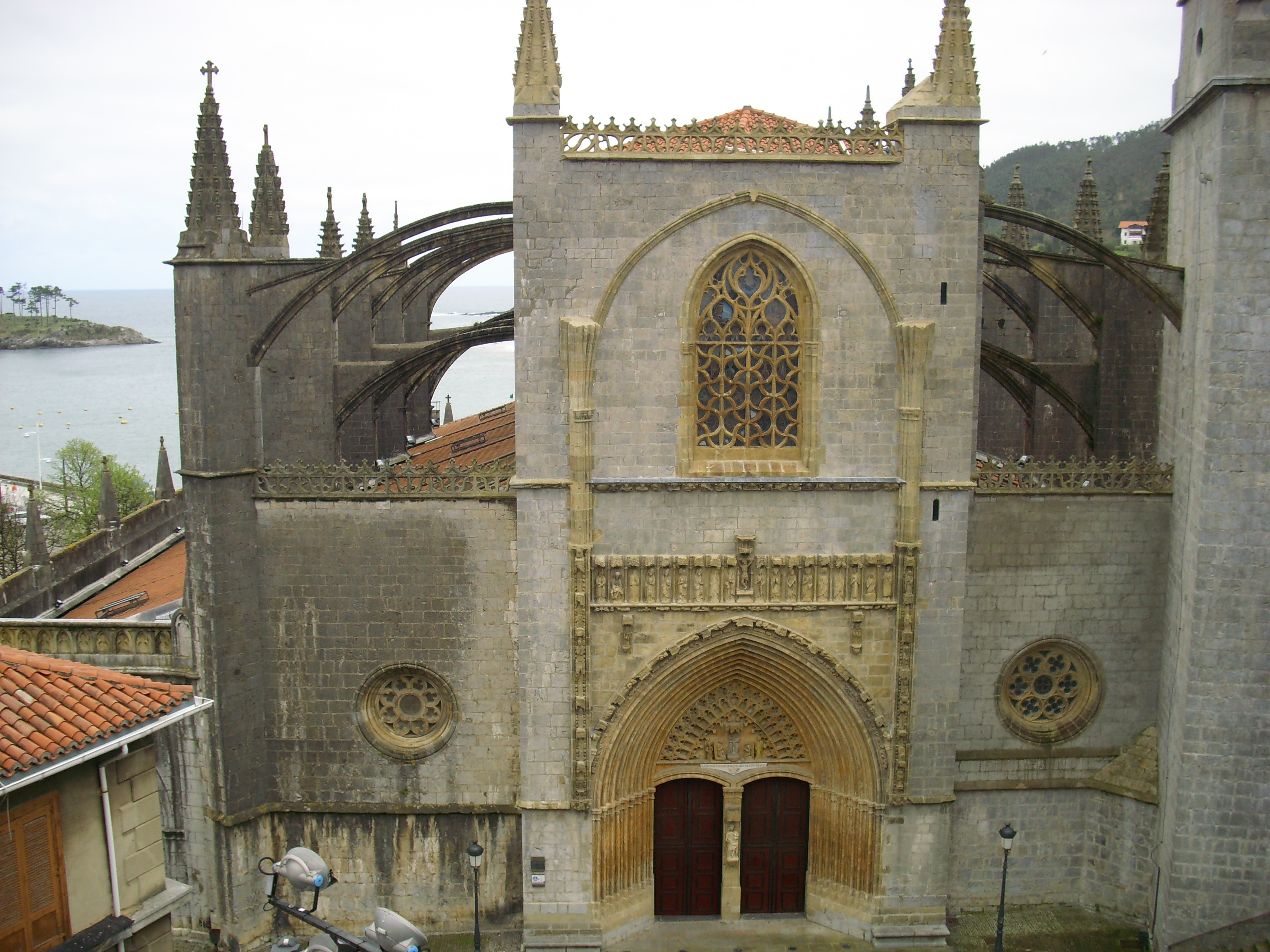
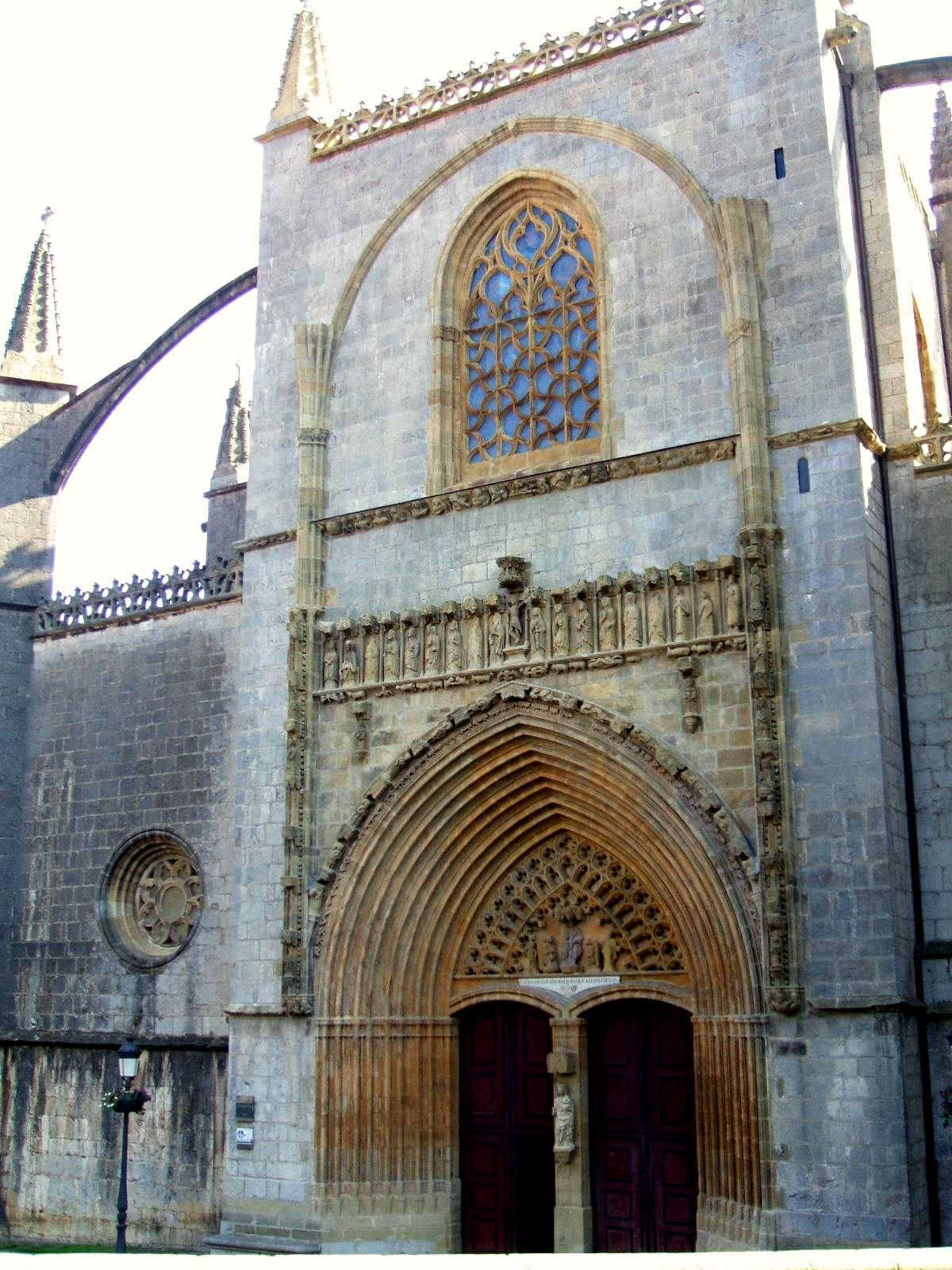
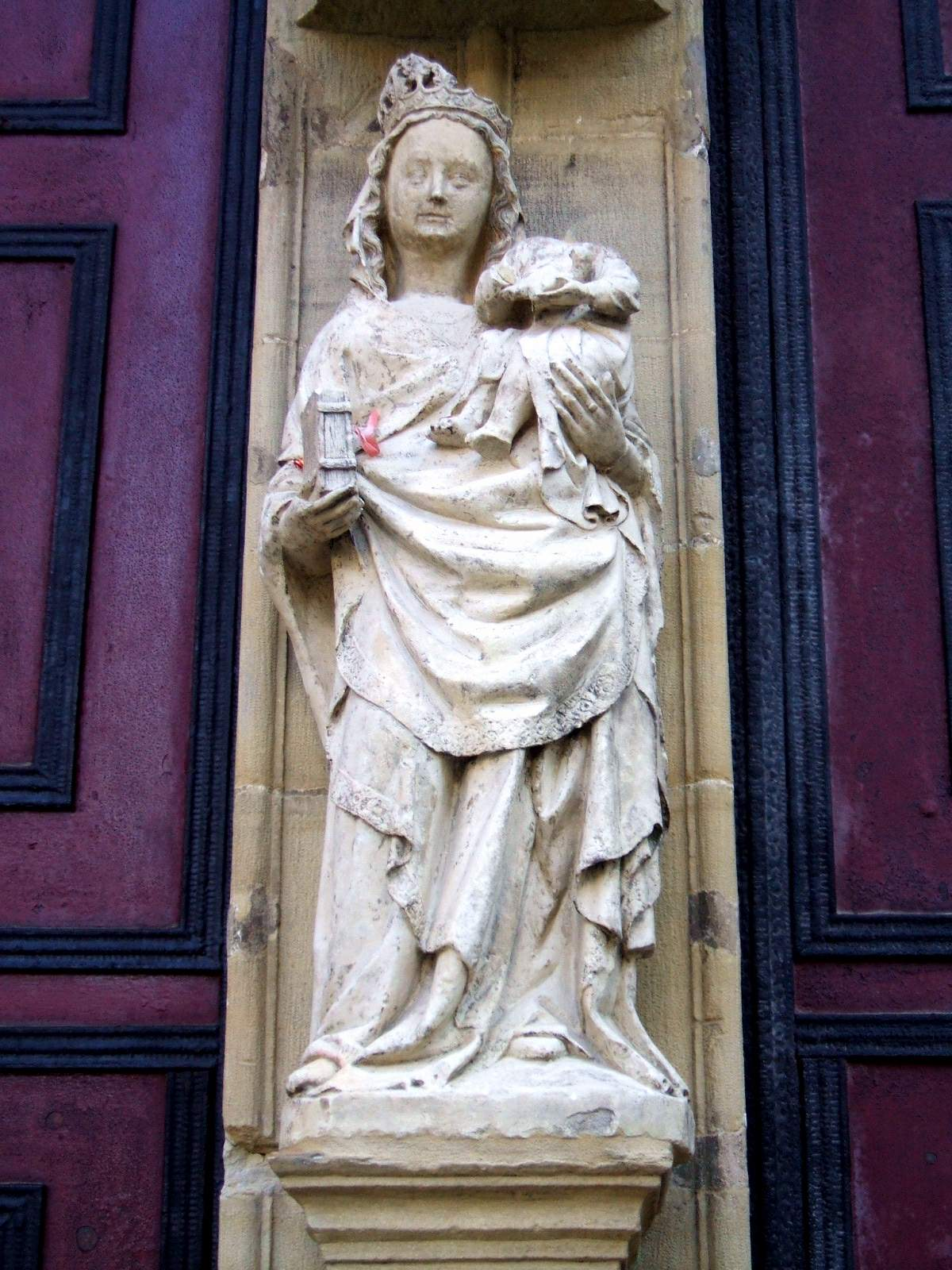
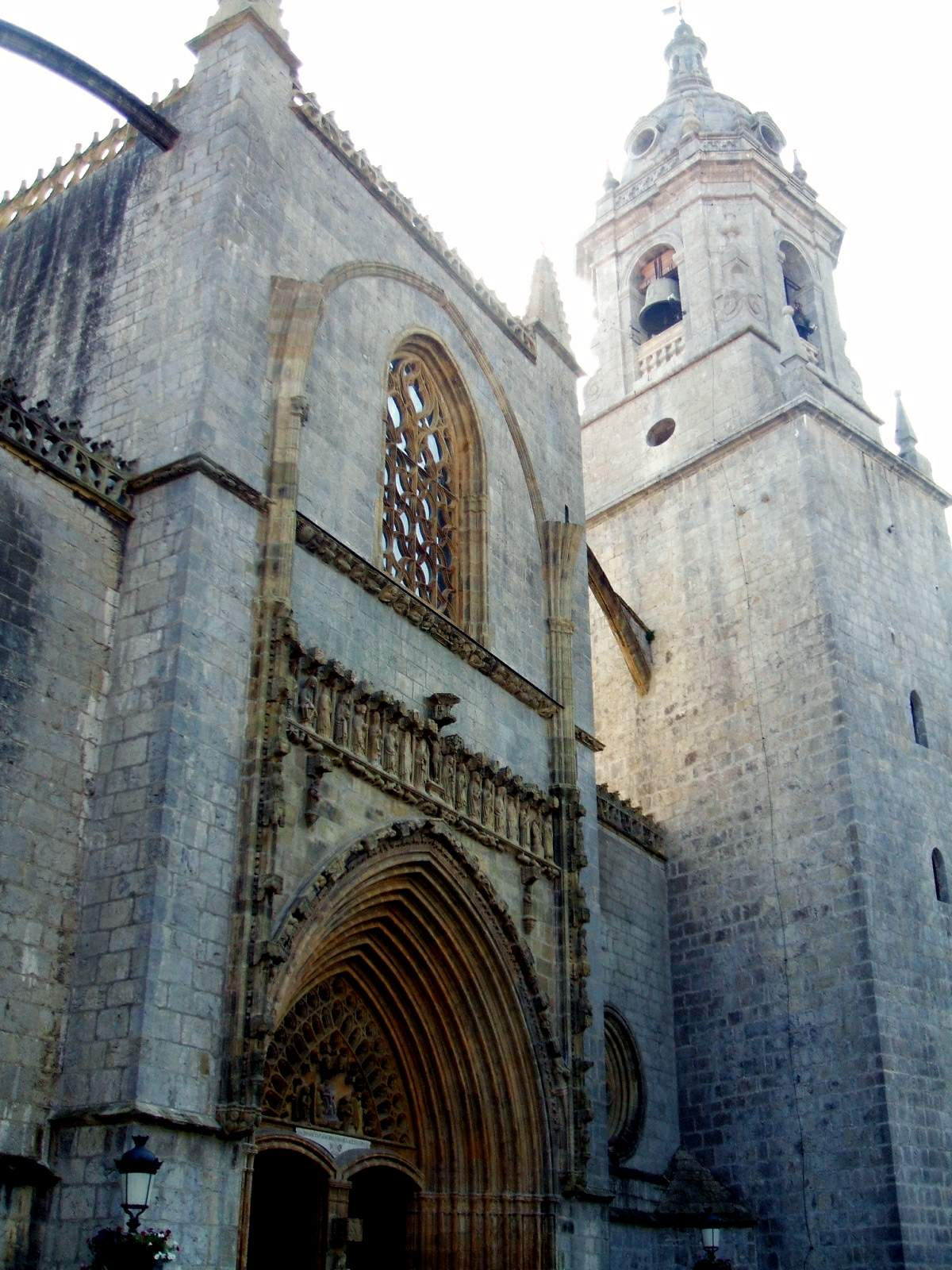
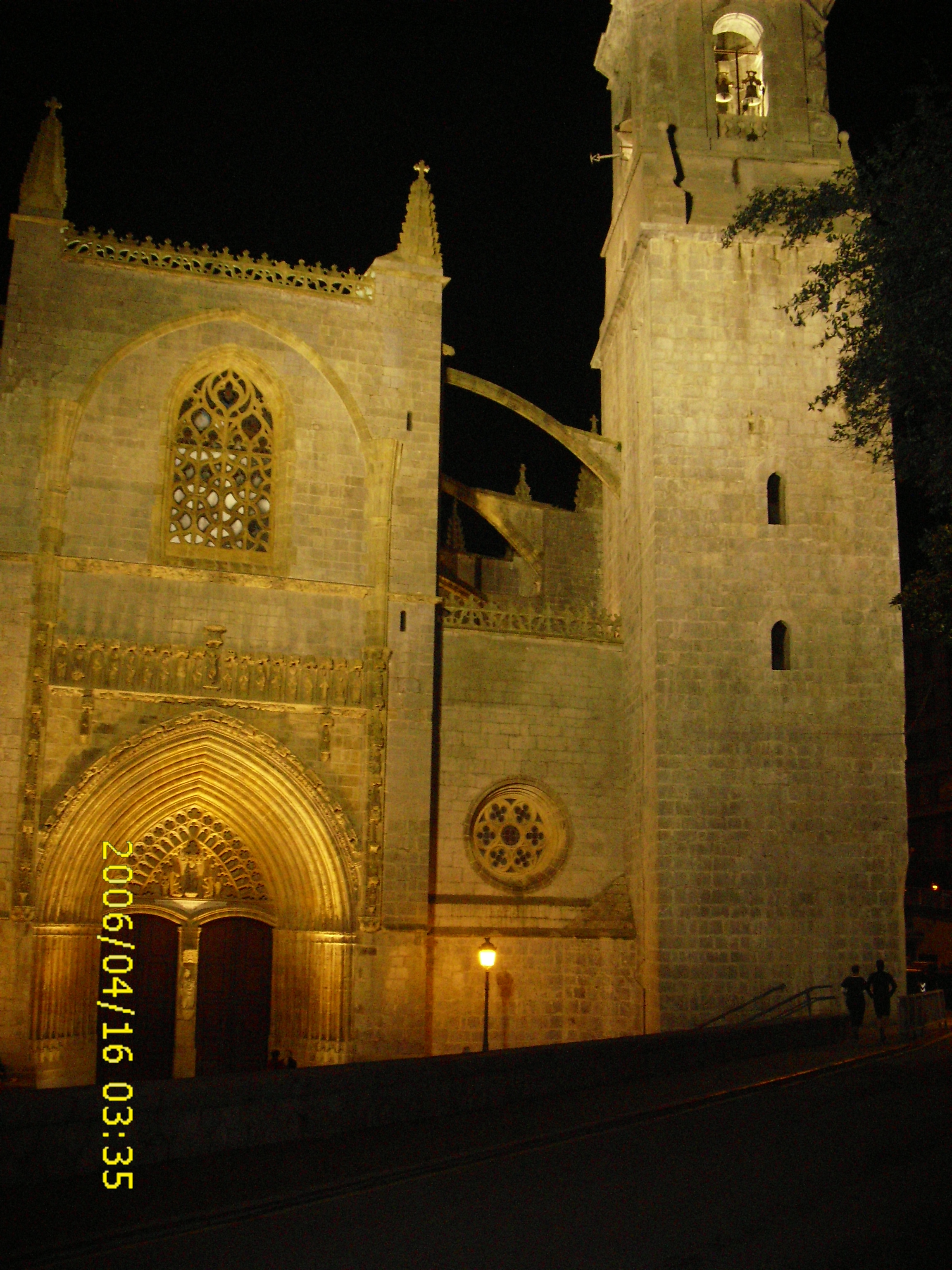

- Datos: Q6083058